# Ган-Галуут
Ган-Галуут — небольшой заповедник, основанный депутатами местного хурала Центрального аймака Монголии в 2003 году.

## Расположение
Заповедник расположен в 130 км к юго-востоку от Улан-Батора, в 145 км от международного аэропорта «Чингисхан», до столицы Монголии можно добраться за 2 часа

## Разнообразие
Заповедник обладает большим разнообразием экосистем, хотя и занимает относительно небольшую территорию. Комплекс высоких гор, степей, рек, озёр и водно-болотных угодий сохранился в своем первоначальном состоянии. В Ган-Галууте можно увидеть бескрайние степи, сливающиеся с небом и величественные горы.

## Виды, обитающие в заповеднике
Несмотря на ограниченные исследования фауны заповедника, было зарегистрировано 63 вида млекопитающих, 81 вид птиц, три вида земноводных и 38 видов рыб, включая ряд видов, находящихся под угрозой исчезновения на национальном и глобальном уровнях. Среди наиболее распространенных видов млекопитающих — волк, лягушки, суслик, лисица и тушканчик. К угрожаемым видам относятся архар (горный баран), сибирский журавль и чёрный гриф. Среди видов угрожаемых на национальном уровне, встречаются лебедь-кликун, чёрный аист, большая белая цапля, бородатый гриф и евразийская маятниковая синица.